# Прут (навчальне судно)

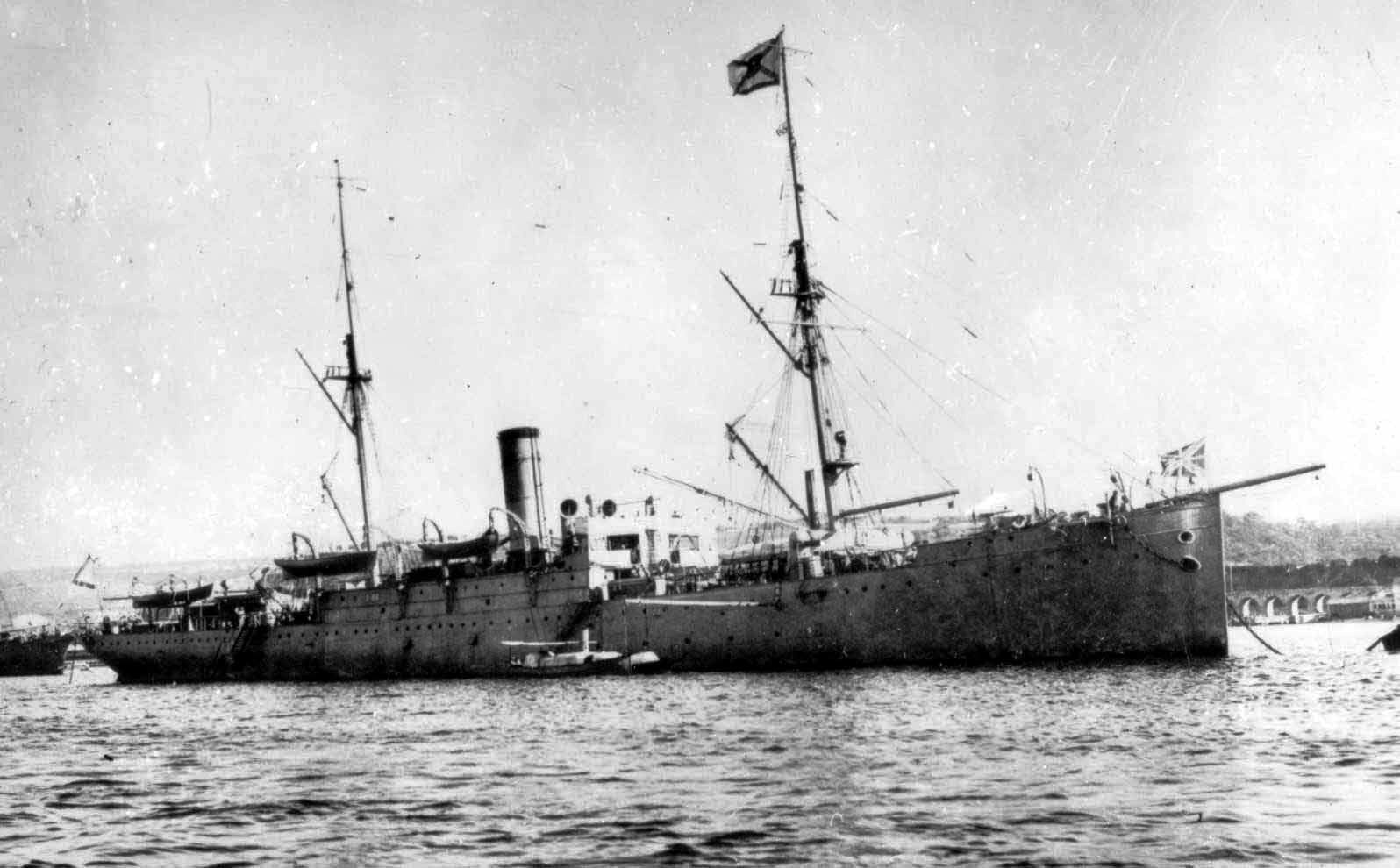
Мінний загороджувач «Прут», 1909—1914 рр.

«Прут» — навчальне судно Чорноморського флоту, команда якого 19 червня 1905 року повстала на підтримку бунтівного панцерника «Потьомкін».
Не плутати з крейсером Чорноморського флоту «Прут»

## Історія корабля
Корабель «Прут» побудовано в 1879 році. Тоннажність — 5459 т.
Побудований як вантажно-пасажирський пароплав «Кінгфаунс Кастл» (згодом «Москва») на заводі у Глазго (Велика Британія).
У 1883—1895 роках перебував у лавах Добровольчеського флоту. Ходив на східних напрямках. Куплений Морведом та перейменований на «Прут».
Занесений до реєстру кораблів Імператорського флоту 24 червня 1895 року.
Використовувався на Чорноморському флоті як навчальне судно.
15 червня 1905 року корабель вийшов з Миколаєва, маючи на борту офіційну комісію з 22 офіцерів, що повинна була приймати практичні стрільби ескадри на полігоні біля Тендровської коси.
Команда «Прута» складалась з 620 осіб, в тому числі 450 учнів машинної школи та Одеського морехідного училища. На Тендрі судно повинно було зустрітися з панцерником «Потьомкін». Проте, на «Потьомкіні» відбулось повстання і він пішов на Одесу. Командир «Прута» капітан ІІ рангу А. Барановський отримав команду повертатися до Миколаєва. В цей час у місті проходили робітничі страйки та заворушення.
17 червня командування корабля отримує наказ йти на Одесу, щоб зустрітися з ескадрою. Проте, 18 червня знаходячись біля Тендри, командування, в зв'язку з воліннями в Одесі та на кораблях ескадри, отримує нову команду — йти у Севастополь.
Зранку 19 червня 1905 року «Прут» взяв курс на Севастополь. О 9.30 машиніст Дмитро Титов подав сигнал до початку повстання. З вигуками «ура!», «в Одесу!», "до «Потьомкіна!» матроси захопили гвинтівки та заарештували офіцерів. Не були арештовані лише старший офіцер лейтенант М. Руднєв та судовий лікар О. Пероніус. Повстання підтримали майже всі члени команди.
Організаторами повстання були українці Іван Адаменко, Іван Чорний, Захарченко, Бойко, В. Козуб, а також Олександр Петров з Казані. Командиром судна призначили прапорщика В. Яцимирського, старшим офіцером — прапорщика І. Сандакова.
«Прут» в той же день прибув до Одеси, але «Потьомкіна» там вже на застав. Матросами було прийнято рішення повертатись до Севастополя та піднімати там повстання.
20 червня на підході до Севастополя корабель зустрів патрульний міноносець «Жуткий» під конвоєм якого він прибув на Севастопольський рейд. Ніякого збройного спротиву «Прут» чинити не міг.
44 активних учасника повстання було віддано під суд.
Зважаючи на вибухонебезпечну ситуацію в Севастополі, 20 червня царські війська оточили казарми та заарештували понад 2000 матросів.
«Прут» було перетворено на плавучу в'язницю.

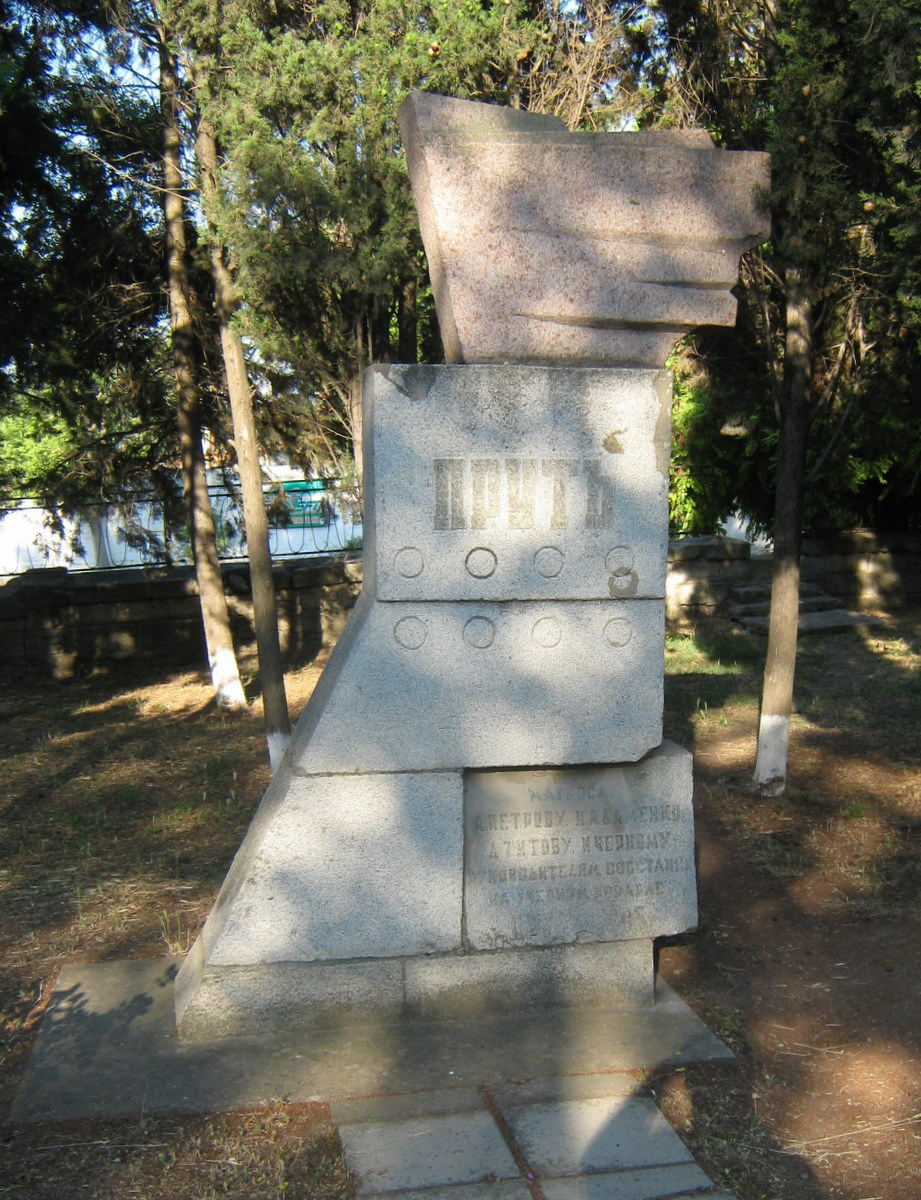
Братська могила моряків-керівників повстання на кладовищі Комунарів в Севастополі

31 липня 1905 року чотирьом керівникам повстання О. Петрову, І Адаменку, І. Чорному та Д. Титову було винесено смертний вирок. 16 моряків було засуджено до каторжних робіт на термін від 4 до 18 років. Інших було відправлено до арештантських рот та дисциплінарних батальйонів.
24 серпня 1905 року чотирьох засуджений до страти було розстріляно поблизу Костянтиновської батареї.
З 1909 року «Прут» став мінним загороджувачем.
Брав участь у військових діях під час Першої Світової війни.
30 жовтня 1914 року затоплений власним екіпажем при зустрічі з німецьким крейсером «Гебен».